# Alla ryska helgons kyrka, Dubna
Alla ryska helgons kyrka (ryska: Храм Всех Святых в земле Российской просиявших; kyrkslaviska bokstäver: Хра́мъ все́хъ Свѧты́хъ въ землѣ̀ Рѡссї́йской просїѧ́вшихъ) är en rysk-ortodox kyrkobyggnad belägen i staden Dubna i Moskva oblast, i västra europeiska Ryssland.
Kyrkan är helgad åt högtiden Alla helgon som lyste fram i det ryska landets synaxis och tillhör Sergiev Posads stift.

## Historik
Grundstenen till kyrkan lades år 1993. Året därpå byggdes ett kapell vid ingången till kyrkogården.
Idag (2007) hålls gudstjänster i en annan kyrka. I Alla ryska helgons kyrka är det allmänna byggnadsarbetet nästan klart.